# Nathalie Piégay
 (mars 2024).
Nathalie Piégay est une écrivaine et critique littéraire française, née le 12 novembre 1965 à Lyon.

## Biographie

### Carrière et publications
Nathalie Piegay a été élève de l'École normale supérieure à Paris.
Agrégée de lettres modernes, elle est l'auteur d'une thèse soutenue en 1995, Enjeux de la citation dans le roman : œuvres d'Aragon
Elle est spécialiste de Louis Aragon, de Claude Simon et de Robert Pinget
Elle était[Quand ?] professeur de littérature française à l’université Paris-Diderot, directrice du Centre d’études et de recherches interdisciplinaires en lettres, arts et cinéma (CERILAC).
Depuis 2015, elle est professeur ordinaire de littérature française moderne et contemporaine à l'Université de Genève
En 2018, elle publie son premier roman, Une femme invisible,,, inspiré par la figure de la mère de Louis Aragon, Marguerite Toucas-Massillon.
En 2020, elle publie son second roman, La Petite Ceinture, aux éditions du Rocher.
En 2022, elle publie Le caillou noir, aux éditions du Rocher
En 2023, elle publie 3 nanas, aux éditions du Seuil

## Ouvrages
- Introduction à l'intertextualité, Dunod, 1996.
- Le lecteur, Paris, Flammarion, coll. « Garnier Flammarion », 2002, 255 p. (ISBN 978-2-08-135128-8).
- Le roman, Paris, Flammarion, coll. « Garnier Flammarion », 2005, 255 p. (ISBN 978-2-08-135128-8)[5].
- Aragon et la chanson : La romance inachevée, Paris, Textuel, 2007, 132 p. (ISBN 978-2-84597-187-5).
- L’érudition imaginaire, Droz, coll. « Titre courant », 2009.
- Le futur antérieur de l’archive, Montréal, Tangence, coll. « Confluences », 2012.
- Une femme invisible (roman), Monaco, éditions du Rocher, 2018, 346 p. (ISBN 978-2-268-10062-3).
- La Petite ceinture (roman), éditions du Rocher, 2020.
- 3 nanas, Seuil, coll. « Fiction & Cie », 2023.